# Aviazione dell'Esercito
Aviazione dell'Esercito (AVES) je vojskovým letectvem Italské armády. Založeno bylo 10. května 1953. Jeho výzbroj se skládá především z transportních a bitevních vrtulníků.

## Přehled letadel

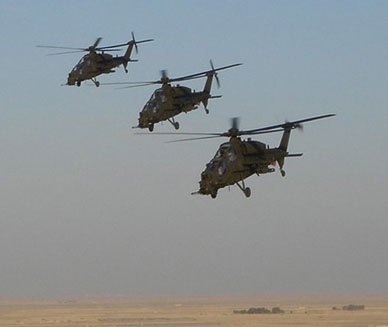
Trojice bitevních vrtulníků AH-129 Mangusta v Iráku

Tabulka obsahuje přehled letecké techniky Italské armády podle Flightglobal.com.
| Název                          | Původ                          | Určení                                      | Verze                          | Ve službě                      | Poznámky                                          |                                |
| Dopravní a transportní letouny | Dopravní a transportní letouny | Dopravní a transportní letouny              | Dopravní a transportní letouny | Dopravní a transportní letouny | Dopravní a transportní letouny                    | Dopravní a transportní letouny |
| ------------------------------ | ------------------------------ | ------------------------------------------- | ------------------------------ | ------------------------------ | ------------------------------------------------- | ------------------------------ |
| Dornier Do 228                 | Německo                        | lehký transportní letoun                    | UC-228                         | 3                              |                                                   |                                |
| Piaggio P.180 Avanti           | Itálie                         | lehký dopravní letoun                       | C-180                          | 3                              |                                                   |                                |
| Bojové a transportní vrtulníky |                                |                                             |                                |                                |                                                   |                                |
| Agusta A109                    | Itálie                         | užitkový/průzkumný/ozbrojený vrtulník       | UH-109                         | 15                             |                                                   |                                |
| Agusta A129 Mangusta           | Itálie                         | bitevní vrtulník                            | AH-129                         | 59                             | V budoucnu se počítá s náhradou 48 stroji AH-249. |                                |
| Bell 205                       | USA Itálie                     | užitkový/transportní vrtulník               | Agusta Bell H-205              | 57                             |                                                   |                                |
| Bell 206                       | USA Itálie                     | lehký užitkový vrtulník                     | Agusta Bell H-206              | 31                             |                                                   |                                |
| Bell 212/412                   | USA Itálie                     | užitkový/transportní vrtulník               | Agusta Bell UH-212/UH-412      | 30                             |                                                   |                                |
| Boeing CH-47 Chinook           | USA                            | těžký transportní vrtulník                  | CH-47C/F                       | 23                             |                                                   |                                |
| NHIndustries NH90              | Evropská unie                  | taktický transportní a víceúčelový vrtulník | UH-90                          | 49                             | Objednáno dalších 10 kusů.                        |                                |
| Cvičná letadla                 |                                |                                             |                                |                                |                                                   |                                |
| AgustaWestland AW169M          | Itálie                         | cvičný vrtulník                             | UH-169                         | 1                              | Objednán ještě 1 stroj.                           |                                |